# Marché de Puerto de La Luz
Le marché municipal du Port (appelé Puerto de la Luz) est un marché couvert de la ville de Las Palmas de Gran Canaria, dans les îles Canaries (Espagne). Il a été construit en 1891 par des techniciens de la compagnie française Eiffel, les mêmes ayant travaillé deux ans plus tôt à la fameuse Tour Eiffel de Paris. Il s'agit d'un bâtiment moderniste, bâti en fer forgé et restauré en 1994. Il est vraisemblablement l'exemple le plus notable de l'architecture du fer à Grande Canarie. 
En 2012 la mairie a initié une transformation du marché et de son environnement, promouvant l'implantation de commerces liés à la restauration, afin de dynamiser le lieu et d'en faire aussi un centre d'intérêt touristique.

## Source de traduction
- (es) Cet article est partiellement ou en totalité issu de l’article de Wikipédia en espagnol intitulé « Mercado del Puerto de La Luz » (voir la liste des auteurs).